# ANZUS
Sporazum o bezbednosti Australije, Novog Zelanda i Sjedinjenih Država (engl. Australia, New Zealand, United States Security Treaty, ANZUS ili ANZUS sporazum) neobavezujući je sporazum o kolektivnoj bezbednosti između Australije i Novog Zelanda iz 1951. godine, a odvojeno Australije i Sjedinjenih Država, o saradnji u vojnim pitanjima u regionu Tihog okeana, iako je danas ugovor predviđen da se odnosi na sukobe širom sveta. Predviđa da bi oružani napad na bilo koju od tri strane bio opasan za ostale i da bi svaka trebalo da deluje u susret zajedničkoj pretnji. Sporazum je uspostavio odbor ministara spoljnih poslova koji se može sastati radi konsultacija.
Ugovor je bio jedan iz serije koju su Sjedinjene Države formirale u eri 1949–1955 kao deo kolektivnog odgovora na pretnju komunizmom tokom Hladnog rata. Novi Zeland je suspendovan iz ANZUS-a 1986. godine kada je pokrenuo beznuklearnu zonu u svojim teritorijalnim vodama; krajem 2012. Novi Zeland je ukinuo zabranu poseta ratnih brodova Sjedinjenih Država što je dovelo do ublaženja tenzija. Novi Zeland održava beznuklearnu zonu kao deo svoje spoljne politike i delimično je suspendovan iz ANZUS-a, jer Sjedinjene Države održavaju dvosmislenu politiku po pitanju da li ratni brodovi nose nuklearno oružje, i koriste brojne nosače aviona i podmornice na nuklearni pogon; međutim, Novi Zeland je nastavio sa ključnim oblastima ANZUS sporazuma 2007. godine.

## Struktura sporazuma
Ugovor je prethodno bio puni trosmerni pakt o odbrani, ali nakon spora između Novog Zelanda i Sjedinjenih Država 1984. godine oko prava posete brodova i podmornica sposobnih da nose nuklearno oružje, ili brodova Američke mornarice na nuklearni pogon u novozelandske luke, ugovor je preobražen, tako da postoji ugovor između Australije i Novog Zelanda i između Australije i Sjedinjenih Država. Odnosno ugovor je ukinut između Sjedinjenih Država i Novog Zelanda, iako ostaju na snazi odvojeni sporazumi između obe države i Australije. Godine 2000, Sjedinjene Države su ponovo otvorile svoje luke Kraljevskoj novozelandskoj mornarici, a pod predsedništvom Bila Klintona u SAD-u i vladom Helen Klark na Novom Zelandu, zemlje su ponovo uspostavile bilateralnu saradnju u oblasti odbrane i bezbednosti za svetski mir.
Iako se ANZUS efektivno raspao 1984. godine, savez Australija i SAD ostaje u punoj snazi. Šefovi odbrane jedne ili obe države često su se pridružili godišnjim ministarskim sastancima, koji se dopunjuju konsultacijama između američkog borbenog komandanta Pacifika i australijskog šefa odbrambenih snaga. Takođe postoje redovne civilne i vojne konsultacije između dve vlade na nižim nivoima.
Godišnji sastanci na kojima se razgovara o pitanjima odbrane obuhvaćenih ANZUS-om održavaju se između sekretara odbrane SAD i australijskih ministara odbrane i spoljnih poslova, što je poznato pod skraćenicom AUSMIN. Sastanak AUSMIN-a za 2011. godinu održan je u San Francisku u septembru. Sastanak AUSMIN-a 2012. bio je u novembru u Pertu u Zapadnoj Australiji.

## Istorija

### Poreklo
U godinama nakon Drugog svetskog rata, Australija i Novi Zeland počeli su da traže od Sjedinjenih Država formalne bezbednosne garancije. Dve nacije osećale su se ugroženima mogućnošću ponovnog oživljavanja Japana i širenjem komunizma na njihov sever. Pored toga, pad Singapura 1942. pokazao je da njihov tradicionalni zaštitnik, Ujedinjeno Kraljevstvo, više nema moć u regionu. To je uvećalo njihov osećaj ranjivosti. Sjedinjene Države su u početku bile nevoljne, nudeći neformalne garancije zaštite. Ali potreba za jačanjem Zapada protiv komunizma porasla je komunističkom pobedom u Kineskom građanskom ratu 1949. i Korejskom ratu 1950-1953. Pored toga, Sjedinjene Države želele su da dobiju odobrenje Australije i Novog Zelanda za „meki mir” sa Japanom. Ugovorom je ublažen antipodski strah da će takav mir dopustiti Japanu da im ponovo preti.
Rezultirajući sporazum zaključen je u San Francisku 1. septembra 1951. godine, a stupio je na snagu 29. aprila 1952. Ugovor je potpisnike obavezivao da priznaju da će oružani napad na pacifičkom području na bilo koji od njih ugroziti mir i sigurnost ostalih. U njemu se navodi „Strane će se konsultovati zajedno kad god je po mišljenju bilo koje od njih na Tihom okeanu ugrožen teritorijalni integritet, politička nezavisnost ili bezbednost bilo koje od strana”. Tri nacije takođe su se obavezale da će održavati i razvijati individualne i kolektivne sposobnosti da se odupru napadu.

### Australijsko protivljenje MX raketama
Reganova administracija se 1983. godine obratila Australiji sa predlozima za ispitivanje nove generacije američkih interkontinentalnih balističkih projektila, rakete MX. Američki testni dometi na Tihom okeanu bili su nedovoljni za testiranje novih projektila velikog dometa i američka vojska je želela da se Tasmansko more koristi kao ciljno područje. Australijski premijer Malkolm Frjezer iz Liberalne stranke složio se da u tu svrhu obezbedi mesta za nadgledanje u blizini Sidneja. Međutim, 1985. godine novoizabrani premijer Bob Houk, iz Laburističke stranke, povukao je Australiju iz programa testiranja, što je izazvalo kritike Reganove administracije. Na Houka je na to prisilila levičarska frakcija Laburističke stranke, koja se usprotivila predloženom testu MX projektila u Tasmanskom moru. Levičarska frakcija laburista takođe je bila snažan pobornik antinuklearne politike Četvrte laburističke vlade Novog Zelanda i podržala Južnopacifičku beznuklearnu zonu.

### Novozelandska zabrana nuklearnog materijala
Godine 1985, priroda ANZUS saveza se značajno promenila. Zbog postojećeg antinuklearnog sentimenta na Novom Zelandu, među članovima ANZUS-a već dugo je postojala napetost, jer su Sjedinjene Države proglašene nuklearnom silom. Francuska, pomorska sila i proglašena nuklearna sila, sprovodila je nuklearna testiranja na ostrvima južnog Pacifika. Nakon pobede Novozelandske laburističke stranke na izborima 1984. godine, premijer Dejvid Lang zabranio je brodovima na nuklearni pogon ili naoružanim nuklearnim oružjem da koriste novozelandske luke kao i ulazak u novozelandske vode. Razlozi su bili opasnosti od nuklearnog oružja, nastavak francuskog nuklearnog testiranja u južnom Pacifiku i protivljenje politici američkog predsednika Ronalda Regana da agresivno suoči Sovjetski Savez.
S obzirom na to da je Američka mornarica tokom Hladnog rata vodila politiku namerne dvosmislenosti i odbijala da potvrdi ili opovrgne prisustvo nuklearnog oružja na svojim ratnim brodovima i brodovima za podršku, ovi zakoni su u osnovi odbili pristup lukama Novog Zelanda za sve vojne brodove Sjedinjenih Država. U februaru 1985. godine, Novi Zeland je odbio zahtev Sjedinjenih Država za posetu luci razaračem vođenih projektila USS Bučanan, jer je Bučanan imao sposobnost lansiranja nuklearnih dubinskih bombi RUR-5 ASROC. Pošto se to dogodilo nakon što je vlada nezvanično pozvala Sjedinjene Države da pošalju brod, Sjedinjene Države su odbijanje pristupa protumačile kao namerno omalovažavanje.
Prema anketama sprovedenim pre izbora 1984. godine, samo 30 procenata Novozelanđana podržalo je posete američkih ratnih brodova sa očiglednom većinom od 58 posto protiv, a preko 66 procenata stanovništva živelo je u lokalno proglašenim beznuklearnim zonama. Istraživanje javnog mnjenja koje je naručio Anketni odbor za odbranu 1986. godine potvrdilo je da se 92 posto sada protivilo nuklearnom oružju na Novom Zelandu, a 69 posto protiv poseta ratnih brodova; 92 odsto je želelo da Novi Zeland promoviše nuklearno razoružanje putem UN-a, dok je 88 odsto podržalo promociju beznuklearnih zona.

## Literatura
- Brands, Jr., Henry W. "From ANZUS to SEATO: United States Strategic Policy towards Australia and New Zealand, 1952-1954"  Brands, Henry W. (1987). „From ANZUS to SEATO: United States Strategic Policy towards Australia and New Zealand, 1952-1954”. International History Review. 9 (2): 250—270. JSTOR 40107239. doi:10.1080/07075332.1987.9640442. (1987), pp. 250–270 online
- Capie, David. "Nuclear-free New Zealand: Contingency, contestation and consensus in public policymaking." in Successful Public Policy ed by Joannah Luetjens, (2019): 379-398 online.
- Catalinac, Amy L.  „Why New Zealand Took Itself out of ANZUS: Observing 'Opposition for Autonomy' in Asymmetric Alliances,”. Foreign Policy Analysis. 6 (3). (2010), pp. 317–338.
- Dorling, Philip (1989). The Origins of the Anzus Treaty: A Reconsideration. Flinders UP.
- Green, Michael J., et al. The ANZUS alliance in an ascending Asia (ANU Strategic and Defence Studies Centre, 2015) online[мртва веза].
- Jennings, Peter. "The 2016 Defence White Paper and the ANZUS Alliance." Security Challenges 12.1 (2016): 53-64 „online” (PDF). Архивирано на веб-сајту  (1. септембар 2021).
- Kelly, Andrew (2018). ANZUS and the early cold war: strategy and diplomacy between Australia, New Zealand and the United States, 1945-1956. Open Book Publishers. online free.
- McIntyre, William David (1994). Background to the Anzus Pact: Policy-Making, Strategy and Diplomacy, 1945-55.
- McLean, David. „Anzus Origins: A Reassessment,”. Australian Historical Studies. 24 (94). (1990), pp. 64–82
- Miller, Charles. „Public Support for ANZUS: Evidence of a Generational Shift?”. Australian Journal of Political Science. 50 (1). (2015), pp. 1–20.
- Robb, Thomas K., and David James Gill. "The ANZUS Treaty during the Cold War: a reinterpretation of US diplomacy in the Southwest Pacific."  Robb, Thomas K.; Gill, David James (2015). „The ANZUS Treaty during the Cold War: A Reinterpretation of U.S. Diplomacy in the Southwest Pacific” (PDF). Journal of Cold War Studies. 17 (4): 109—157. doi:10.1162/JCWS_a_00599. Архивирано из оригинала (PDF) 13. 07. 2019. г. Приступљено 20. 10. 2020.. „online” (PDF). Архивирано на веб-сајту  (13. јул 2019)
- Siracusa, Joseph M and Glen St John Barclay. „Australia, the United States, and the Cold War, 1945–51: From V-J Day to ANZUS”. Diplomatic History. 5 (1): 39—52. (1981)
- Siracusa, Joseph M., and Glen St J. Barclay. „The historical influence of the United States on Australian strategic thinking.”. Australian Journal of International Affairs. 38 (3): 153—158. 1984..
- Tow, William, and Henry Albinski. "ANZUS—Alive and well after fifty years."  Tow, William; Albinski, Henry (2002). „ANZUS — Alive and Well after Fifty Years”. Australian Journal of Politics & History. 48 (2): 153—173. doi:10.1111/1467-8497.00256..
- Tow, William. "ANZUS and alliance politics in Southeast Asia." (2019) online.

## Spoljašnje veze
- „ANZUS classroom activities (NZHistory.net.nz)”.
- Disarmament and Security Centre, New Zealand Peace Foundation
- Text of the ANZUS Treaty
- „Will New Zealand ever rejoin ANZUS?”.
- ADST oral histories on Breakdown of ANZUS Treaty
- „NZ PM backs Blair's Iraq conduct”. BBC News. 11. 7. 2003. Приступљено 2010-07-01.